# 보통 사람들을 위한 팡파르
《보통 사람들을 위한 팡파르》(영어: Fanfare for the Common Man)는 미국의 작곡가 에런 코플런드가 1942년에 작곡한 음악 작품이다. 1942년 신시내티 교향악단을 지휘하는 지휘자 유진 구센스를 위해 만들어졌으며, 그 해 초 미국의 부통령 헨리 A. 월리스가 발표한 연설에서 일부 영감을 받았다. 이 연설에서 월리스는 "보통 사람들을 위한 세기"의 시작을 선언했다.
몇 가지 이본이 만들어졌고 그 작품의 단편은 영화 음악 등 같은 많은 후속 미국과 영국의 문화 작품에서 나타났다.

## 악기 편성
호른(바조)4, 트럼펫(내림나조)3, 트롬본3, 튜바, 탐탐, 큰북